# Mabell Ogilvy
Mabell Frances Elizabeth Ogilvy z domu Gore GCVO, GBE (ur. 10 marca 1866 w Mayfair w Londynie, zm. 7 kwietnia 1956 w Paddington w Londynie), brytyjska arystokratka i pisarka, córka Arthura Gore’a, 5. hrabiego Arran, i Edith Jocelyn, córki wicehrabiego Jocelyn.
Jej matka zmarła w 1871 r. i Mabell wraz z siostrami Cicely i Esther była wychowywana przez babkę, lady Jocelyn. W dzieciństwie często odwiedzały White Lodge, rezydencję księstwa Teck. Tam Mabell poznała księżniczkę Marię, późniejszą królową. W 1884 r. ojciec Mabell odziedziczył tytuł hrabiego Arran, dzięki czemu Mabell uzyskała tytuł „Lady”.
19 stycznia 1886 r. w kościele św. Jerzego na Hanover Square w Londynie poślubiła Davida Ogilvy, 11. hrabiego Airlie (20 stycznia 1856 – 11 czerwca 1900), syna Davida Ogilvy, 10. hrabiego Airlie, i Henrietty Stanley, córki 2. barona Stanley of Alderley. David i Mabell mieli razem trzech synów i trzy córki:
- Kitty Edith Blanche Ogilvy (5 lutego 1887 – 17 października 1969), żona generała-brygadiera Berkeleya Vincenta i podpułkownika Ralpha Ritsona, miała dzieci z pierwszego małżeństwa
- Helen Alice Wyllington Ogilvy (21 listopada 1890 – grudzień 1973), żona majora Clementa Freemana-Mitforda, podpułkownika Henry’ego Brocklehursta i podpułkownika Harolda Nuttinga, miała dzieci z pierwszych dwóch małżeństwa
- Mabell Griselda Esther Sudley Ogilvy (22 stycznia 1892 – 4 listopada 1918)
- David Lyulph Gore Wolseley Ogilvy (18 lipca 1893 – 28 grudnia 1968), 12. hrabia Airlie
- Bruce Arthur Ashley Ogilvy (15 marca 1895 – 29 września 1976), kawaler Krzyża Kawalerskiego Królewskiego Orderu Wiktoriańskiego, ożenił się z Primrose O’Brien, nie miał dzieci
- kapitan Patrick Julian Harry Stanley Ogilvy (26 czerwca 1896 – 9 października 1917), zginął podczas I wojny światowej.

Lord Airlie zginął w 1900 r. podczas II wojny burskiej. Lady Airlie przejęła zarząd nad rodowym zamkiem Ogilvych w Cortachy w imieniu swojego małego syna. W 1902 r. została Lady-in-Waiting księżniczki Marii Teck, wówczas księżnej Walii. Kiedy Maria została królową w 1910 r., Mabell pozostała na dworze w charakterze Lady of the Bedchamber.
Podczas I wojny światowej aktywnie wspierała Czerwony Krzyż. Straciła wówczas zięcia Clementa Freemana-Mitforda, który zginął w 1915 r., najmłodszego syna Patricka, który zginął w 1917 r., oraz córkę Mabell, która zginęła podczas treningu koni przeznaczonych dla armii w 1918 r. W 1920 r. lady Airlie została odznaczona Krzyżem Wielkim Orderu Imperium Brytyjskiego za wojenną służbę w Radzie Pielęgniarek Wojskowych królowej Aleksandry.
Po ślubie swojego najstarszego syna w 1917 r. lady Airlie przeprowadził się do zamku Airlie, gdzie rozpoczęła wydawanie będących w jej posiadaniu listów rodzinnych. Na podstawie pism swojej praprababki Emily (żony lorda Cowpera i lorda Palmerstona) wydała In Whig Society, 1775-1818 (1921) oraz Lady Palmerston and her Times (1922). Wydane w 1933 r. With the Guards We Shall Go opierają się na zapiskach Johna Jocelyna, 5. hrabiego Roden, z czasów wojny krymskiej.
W 1953 r. zmarła królowa Maria Teck. Za służbę na jej dworze lady Airlie otrzymała od królowej Elżbiety II Krzyż Wielki Królewskiego Orderu Wiktoriańskiego. W 1955 r. przeprowadziła się do Londynu i zamieszkała przy Bayswater Road. Zmarła tam w 1956 r.
Lady Airlie prowadziła za swojego życia zapiski dotyczące życia na brytyjskim dworze. Zostały one odnalezione po jej śmierci przez Jennifer Ellis i wydane w 1962 r. pod tytułem Thatched with Gold: The Memoirs of Mabell, Countess of Airlie.